# Entre-deux-Guiers
Entre-deux-Guiers település Franciaországban, Isère megyében. Lakosainak száma 1897 fő (2022. január 1.). Entre-deux-Guiers Saint-Laurent-du-Pont, Les Échelles, Miribel-les-Échelles és Saint-Christophe-sur-Guiers községekkel határos.

## Népesség
A település népességének változása:
| Lakosok száma | 1529 | 1459 | 1544 | 1631 | 1728 | 1699 | 1763 | 1871 | 1877 | 1897 |
|               | 1968 | 1982 | 1990 | 2006 | 2013 | 2015 | 2017 | 2019 | 2020 | 2022 |